# أوليفييه فيرنر
أوليفييه فيرنر (بالفرنسية: Olivier Werner) (و. 1985  م) هو لاعب كرة قدم، من بلجيكا، يلعب كحارس مرمى.

## روابط خارجية
- أوليفييه فيرنر على موقع قاعدة بيانات كرة القدم.إي يو (الإنجليزية)
- أوليفييه فيرنر على موقع Soccerway.com (الإنجليزية)
- أوليفييه فيرنر على موقع عالم كرة القدم.نت (الإنجليزية)